# Франкотип
Франкоти́п — результат механического франкирования почтовых отправлений, как правило, исходящих от крупных государственных ведомств, коммунальных служб, научных учреждений, деловых структур, общественных организаций и т. д. Представляет собой оттиск знака почтовой оплаты вместе или рядом с календарным почтовым штемпелем.

## Особенности
Необходимость использования франкотипа вызывается большими объёмами исходящей служебной переписки в той или иной организации. Осознав необходимость механизации процесса, организация часто заключает договор с почтовым ведомством и получает право самостоятельной франкировки своих почтовых отправлений с помощью специальных франкировальных машин. В качестве примера такой организации можно привести Пенсионный фонд Российской Федерации, который ежегодно рассылает уведомления о состоянии лицевых счетов десяткам миллионов человек.
Как правило, франкотип печатается в одну краску (по правилам Всемирного почтового союза — красную, однако это условие соблюдается не всеми). Рисунок его достаточно примитивен: один или несколько овалов, кругов, квадратов, прямоугольников, многоугольников с цифрами внутри, обозначающими номинал отправления в текущей валюте. Он является частью единого оттиска, содержащего также исходящую дату отправления, название и порой государственную принадлежность организации-отправителя, иногда небольшие тексты рекламного и агитационного характера.
В некоторых странах (Франция, США) франкотипы могут проставляться не только непосредственно на отправлениях, но и на специальных бумажных лентах, наклеиваемых на отправления. Это актуально в случаях, когда последнее обладает большим, нестандартным объёмом и его становится сложно франкировать машиной. Впрочем, такие ленты можно встретить и на письмах.

## Классификация
Франкотипы можно классифицировать по следующим признакам:
- по типу применяемых франкировальных машин и, соответственно, по внешнему оформлению почтового штемпеля и знака почтовой оплаты
- по названиям организаций, применяющих франкировальные машины

## История
Предшественники франкотипов известны с XIX века. Однако в то время переписка почтой не достигала масштабов, достаточных для окупаемости механизации ручного труда по франкировке почтовых отправлений, поэтому подавляющее большинство таких попыток ограничивались краткосрочными экспериментами. Первую удачную попытку внедрения франкотипов предпринял Карл Ухерман, поставивший машину собственной конструкции почте Норвегии в 1903 году.
Следующей страной, применившей франкотипы, стала в 1904 году Новая Зеландия. Дальнейшее распространение франкотипов произошло по окончании Первой мировой войны: с 1922 года франкировальные машины ввела Великобритания, с 1923 — Германия и Швейцария, с 1924 года — Франция и т. д. Большое значение для распространения франкотипов получили решения VII Всемирного почтового конгресса (Мадрид, 1920), разрешившего их использование в международном почтовом сообщении.

## Современное состояние
Сегодня франкировальные машины используются в большинстве стран мира, а доходы от такого способа франкирования значительно превышают доходы от продажи собственно почтовых марок (особенно в США и Великобритании). Франкотипы получили полное признание наравне с другими знаками почтовой оплаты.

## Франкотипы СССР и России
Франкировальные машины для обработки служебной корреспонденции в СССР начали использоваться с 1927 года. Их устанавливали в почтовых организациях и в ведомствах непосредственных отправителей по договору с предприятиями связи.
Первоначально почтой СССР использовалась франкировальная машина «Франкотип», от которой и пошло название оттиска франкировочного штемпеля. Машина наносила на почтовое отправление знак, заменяющий почтовую марку, где в зависимости от веса и вида отправления изменяется трёхзначное число суммы почтового сбора, а также календарный штемпель, название и адрес организации. Иногда наверху проставлялся порядковый номер отправления, предназначенный для контроля над отправкой корреспонденции. Соответственно, оттиски таких франкотипов состояли из трёх частей. Слева — обычный почтовый штемпель с указанием наименования отделения связи, обслуживающего эту франкировальную машину. Справа — собственно знак почтовой оплаты, где в восьмиугольной рамке выгравирован текст «Почта СССР», пятиконечная звезда с серпом и молотом и цифры суммы почтового сбора в копейках. Центральную часть франкотипа представляет собой название и почтовый адрес учреждения, организации или предприятия, чьи почтовые отправления франкируются таким способом.
По мере износа «Франкотипы» заменяются в России машинами типа «Посталия». Они используют клише с трёх- и четырёхзначными числами, календарный штемпель расположен между знаком и названием, адресом, фирменной эмблемой отправителя. Элементы оформления отечественных франкировочных штемпелей, как правило, аскетичны, а сами они сугубо функциональны. Они не имеют дополнительных рисунков, агитационного или рекламного текста и т. д.

## Коллекционирование
Коллекционирование франкотипов является одной из областей филателии и называется механофилия, хотя такой термин не общепринят.
Интерес филателистов к франкотипам, в силу скудности изобразительных возможностей франкотипов, сравнительно небольшой, хотя в некоторых государствах существуют общества, объединяющие их собирателей, издаётся соответствующая специальная литература. В 1970-х—1980-х годах, наблюдая скачкообразный рост использования механической франкировки, часть филателистической общественности стала опасаться вытеснения обычных марок из повседневного обращения. Однако последнее было связано не только с распространением франкотипов (которые не вышли за пределы коммерческой переписки), сколько с падением объемов частной переписки, вызванного развитием новых средств связи (мобильная телефония, интернет). Например, по состоянию на 2008 год 80 % заказных писем, обрабатываемых «Почтой России», исходило от различных бюджетных организаций.